# Матвиенко, Нина Митрофановна
Нина Митрофановна Матвиенко (укр. Ніна Митрофанівна Матвієнко; 10 октября 1947, Неделище, Житомирская область — 8 октября 2023, Киев) — советская и украинская певица и актриса, известная исполнением украинских народных песен, за что её называли «душой украинской песни». Народная артистка Украинской ССР (1985), лауреат Государственной премии УССР им. Т. Г. Шевченко (1988), Герой Украины (2006) и Национальная легенда Украины (2024, посмертно).

## Биография

### Юные годы
Нина Матвиенко родилась 10 октября 1947 года в селе Неделище Житомирской области Украинской ССР пятой из одиннадцати детей в семье Митрофана Устиновича и Антонины Ильковны Матвиенко. Отец был копателем могил на сельском кладбище через дорогу от их дома. Кроме матери её воспитанием занимались братья и сестры Анатолий, Люся, Мария и Николай, а с 4 лет она уже сама ухаживала за младшими братьями и сестрами Василием, Валентиной, Иваном, Михаилом, Полиной и Владимиром, а также пасла скот.
Семья Матвиенко была бедной, и чтобы облегчить себе жизнь, в 1958 году Антонина Ильковна отдала дочь учииться в школу-интернат для детей из многодетных семей в селе Потиевка Радомышльского района Житомирской области. Потиевская школа-интернат была восьмилеткой, поэтому в девятый класс Матвиенко пошла в школу-интернат в селе Коростень. 
Там она увлеклась спортом: играла в волейбол, баскетбол и метала гранаты. После окончания интерната Матвиенко пробовалась в женскую вокальную группу при Житомирской филармонии, но не прошла пробы, и в итоге устроилась на работу на коростенский завод «Химмаш». Сначала она работала там табельщицей, затем ученицей крановщика, а потом её перевели на копировщицу.

### Творчество
В 1966 году Матвиенко записалась в вокальную студию при Украинском народном хоре им. Г. Г. Верёвки (преподаватель по вокалу — Юлия Кроткевич), а в 1968 году после окончания обучения стала его солисткой. Певица также сотрудничала с вокальным трио «Золотые ключи». В качестве солистки хора она победила на Всеукраинском конкурсе «Молодые голоса» (1978), Всесоюзном телевизионном конкурсе «С песней по жизни» (1979), Всемирном конкурсе фольклорных песен в Братиславе (1979), XII Всемирном фестивале молодёжи и студентов в Москве (1985). 
С 1991 года Матвиенко являлась солисткой Национального ансамбля солистов «Киевская камерата». Певица вела активную гастрольно-концертную деятельность, выступая во многих странах мира, таких как Польша, Финляндия, Франция, Чехия, Канада, Мексика, США. Её творчество широко тиражировано на разнообразных носителях — от грампластинок до компакт-дисков.
В репертуаре певицы было много народных песен, среди которых обрядовые, лирические, юмористические, песни-баллады, украинские песни XVII—XVIII веков, наиболее известные из которых — «Дикі гуси», «Колискова зорі», «Квітка душа» и «Чарівна скрипка». Нина Матвиенко сотрудничала с украинскими композиторами — Евгением Станковичем, Олегом Кивой, Мирославом Скориком, Ириной Кирилиной, Анной Гаврилец и другими. Певица также занималась сбором украинских фольклорных произведений и народных песен, печатала собственные стихи и эссе, а в 2003 году издала биографическую книгу «Ой, вспашу нивку широкую».
В 1970-е годы певица попала в поле зрения советского КГБ из-за своей проукраинской позиции. В отчете Комитета о зарубежных гастролях Матвиенко в 1970 году было сказано, что певица «установила знакомство с украинцами, проживающими в Канаде…, самоинициативно выезжала в гости к канадским украинцам, неправильно информировала местных жителей о ситуации в Украине. Будучи на гастролях во Франции 1969 года, Матвиенко, соблюдая меры предосторожности, встречалась с руководителями СУМ — Союза украинской молодежи. Поддерживает связь с националистически настроенными лицами, проживающими в Киеве».
В 1975 году Матвиенко заочно окончила филологический факультет Киевского университета. Являлась профессором кафедры музыкального искусства Киевского национального университета культуры и искусств. 
В 1979 году певице присвоили звание заслуженной артистки Украинской ССР, а в 1985 году — народной артисткой Украинской ССР. 
В 1988 году она стала лауреатом Национальной премии имени Тараса Шевченко. 
В 2006 году указом президента Виктора Ющенко певице присвоено звание Героя Украины.
Помимо певческой карьеры Матвиенко продемонстрировала себя как актриса, снявшись в телеспектаклях «Маруся Чурай», «Екатерина Белокур» и «Разлилися воды на четире брода», художественных фильмах «Как закалялась сталь» (1975, 1-я серия), «Обвиняется свадьба» (1986), «Золотая свадьба» (1987), «Соломенные колокола» (1987), «Дальше полета стрелы» (1990) и ряде других, принимала участие в радиоспектаклях «Полёт стрелы» и «Кларнеты нежности». 
С 1989 года она была членом Союза кинематографистов Украины. Певица озвучила ряд научно-популярных, хроникально-документальных кинофильмов, несколько теле- и радиопрограмм. Нина Матвиенко сыграла 16 спектаклей с театром «La Mama ETC» в Нью-Йорке. 
Среди авторских театрально-режиссёрских работ Матвиенко — музыкальный спектакль «Под солнцем» (1997) с участием японского танцовщика Тадаси Эндо, а также музыкально-сценическое действо «Золотой камень посеем мы» (1998).

### Личная жизнь
5 марта 1971 года Нина Матвиенко вышла замуж за художника Петра Гончара (род. 1949), сына украинского фольклориста и этнографа Ивана Гончара. В браке родилось трое детей — сыновья Иван (род. 1972) и Андрей (род. 1974), а также дочь Антонина (род. 1981). Оба сына пошли по стопам отца, став художниками. В 2005 году Иван Гончар постригся в монахи. Антонина Матвиенко унаследовала тембр голоса своей матери, и пошла по её стопам, став певицей в народном жанре. В октябре 2021 года после пятидесяти лет брака Матвиенко и Гончар расстались.
В августе 2023 года у Нины Матвиенко диагностировала онкологию, которая, по сообщению врачей, развивалась у неё предыдущие четыре года. Певица умерла от рака 8 октября 2023 года в Киеве в возрасте 75 лет за два дня до своего дня рождения. Соболезнования в связи с её смертью выразил президент Украины Владимир Зеленский. Прощание с певицей прошло в Свято-Феодосийском монастыре в Киеве, а затем в Национальной филармонии Украины. Похоронена на Зверинецком кладбище Киева.

## Общественная позиция
В 1998 году Нина Матвиенко была избрана в Верховную раду от Народного руха Украины, но сразу после вхождения партии в парламент сдала мандат, объяснив это тем, что там должны работать люди, умеющие заниматься политикой профессионально.
С 2004 года Нина Матвиенко принимала активное участие в политической жизни страны, участвовала в Оранжевой революции и Евромайдане, после событий которого критиковала его лидеров. В ноябре 2014 года она назвала гибель людей на Майдане и на востоке страны геноцидом нации из-за запрета украинским военным открывать огонь и недостатка вооружения. Певица не посещала украинских военных на востоке страны, поскольку была против войны между Украиной и Россией. Артистка не нашла нужные песни и не смогла смириться с тем, что будет петь только одной стороне, при том, что народы обеих стран — братья: «Ни разу я не ездила. Была два раза в Славянске. Я не знала, что им петь. Во-первых, я не хотела этой войны, я протестовала. Одним петь, а другим не петь? И те, и те — братья».
В феврале 2022 года выступила с осуждением вторжения России на Украину. Певица также предупредила российских военных о том, что они поплатятся за все разрушенные ими украинские города и убитых украинцев.

## Награды

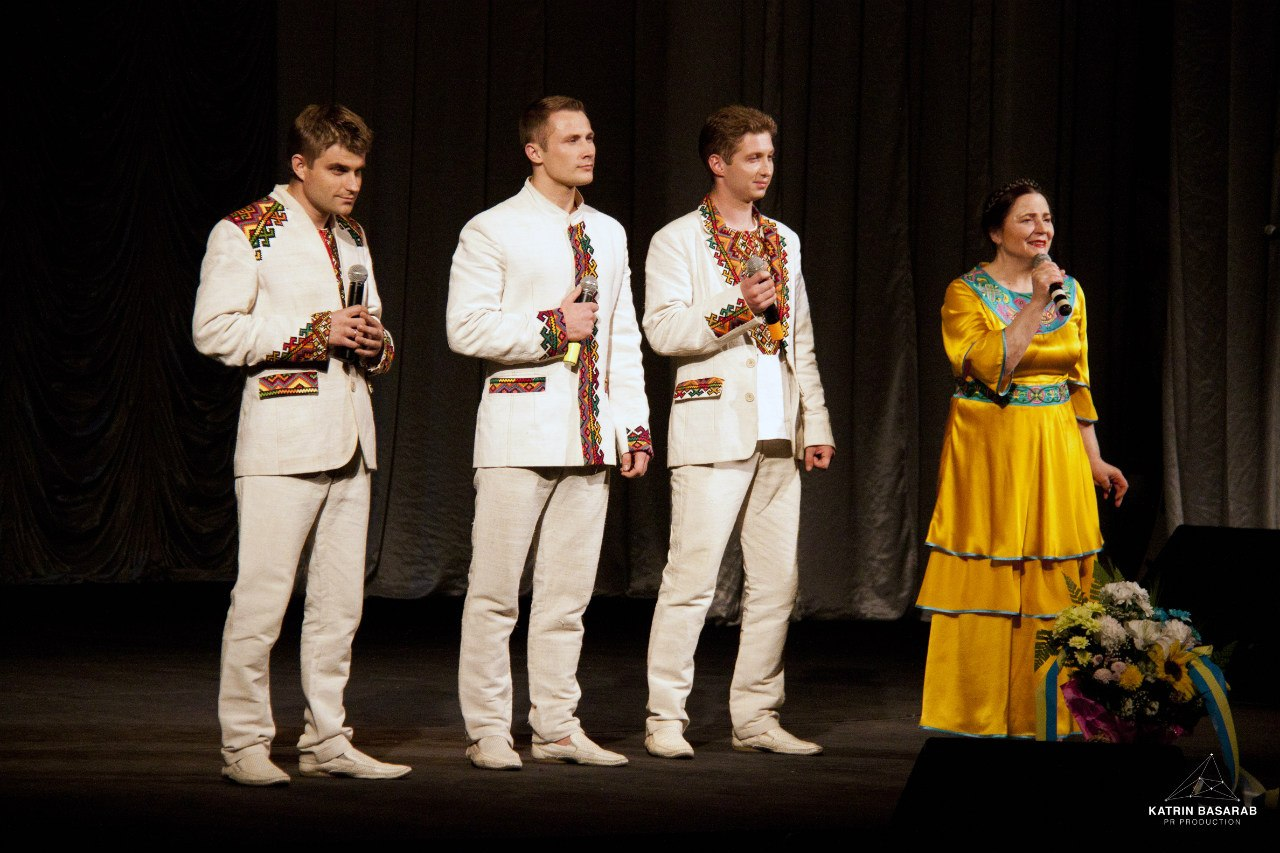
Нина Матвиенко и группа «Триода» во время выступления во Львове, 2014 год

- Заслуженная артистка Украинской ССР (1978)
- Народная артистка Украинской ССР (1985)
- Лауреат Государственной премии Украинской ССР им. Т. Шевченко (1988)[7]
- Орден княгини Ольги III степени (1997)[30]
- Герой Украины (2006)[7][31]
- Почётный гражданин города Киева (2016)[32]
- Орден княгини Ольги II степени (2020)[33]
- Национальная легенда Украины (2024, посмертно)[8]

## Фильмография

### Роли в кино
- 1973 — Как закалялась сталь (1 серия) — Валя
- 1986 — Обвиняется свадьба
- 1987 — Соломенные колокола — Катерина
- 1990 — Дальше полета стрелы
- 1998 — Улыбка зверя / Посмішка звіра (Украина)

### Вокал
- 1972 — Пропавшая грамота
- 1984 — Иванко и царь Поганин (исполнение колыбельной песни)
- 1988 — Горы дымят / Гори димлять
- 2004 — Сорочинская ярмарка (исполнение песни в качестве увертюры фильма)
- 2005 — Колыбельные мира
- 2014 - Смерть шпионам. Листья нора.

## Комментарии
1. ↑  Из интервью Нины Матвиенко: «Праздную я всегда 13 октября, перед Покровом, поскольку мама сказала, что я с самым старшим братом в один день родилась. А всем, кто родился 10-го, выдавали крупу — а я 13 родилась, и мама меня записала 10-го, чтобы получить манную крупу»[9][10].